# Crystal Klein
Crystal Klein, née le 10 octobre 1981 à Eisenstadt, est une actrice pornographique autrichienne.

## Biographie
Lassée de ses études supérieures, elle a décidé de partir aux États-Unis et s'est installée à Maui à Hawaii, où elle a commencé par poser pour des lignes de maillots de bain avant d'être repérée par un agent de Los Angeles. Elle est une des rares à avoir posé à la fois pour Playboy (dans l'édition croate d'octobre 2004) et pour Penthouse (mars 2005).
Elle participe à l'émission d'Howard Stern en mars 2005. En février 2006, elle a été nommée DanniGirl du mois.

## Filmographie partielle
- Naked Damsels in Distress! (2006) (V)
- Watch Out Girls: He'll Tie You Up! (2006) (V)
- Bad Guys Tie Smart Girls! (2006) (V)
- Helpless Hogtied Prisoners! (2006) (V)
- Bind and Gag the Topless Girls! (2005) (V)
- Pretty Girls Tape Tied and Tape Gagged! (2004) (V)
- Bound, Gagged and Bare-Skinned (2004) (V)
- Sheer Hosed Showoffs (2003) (V)
- Ball Gagged and Barefoot (2003) (V)
- Knocked Out, Tied Up, Taken Away! (2003) (V)